# Juliane Koepcke
Pour les articles homonymes, voir Koepcke.
Juliane Margaret Beate Koepcke, également connue sous son nom de femme mariée, Juliane Diller, née le 10 octobre 1954 à Lima (Pérou), est une biologiste germano-péruvienne, principalement connue pour être la seule survivante de l'accident d'avion du vol LANSA 508 le 24 décembre 1971, après avoir survécu à une chute de 3 200 mètres puis à une marche de dix jours en pleine jungle péruvienne à l'âge de dix-sept ans.

## Biographie

### Jeunesse
Les parents de Juliane Koepcke, Hans-Wilhelm Koepcke et Maria Koepcke, des biologistes, émigrent à la fin de la Seconde Guerre mondiale d'Allemagne au Pérou afin de faire de la recherche sur la biodiversité dans la forêt tropicale amazonienne.
Après avoir vécu à Lima, la famille s'installe à la fin des années 1960 dans une station de recherche sur la forêt tropicale créée par Hans-Wilhelm Koepcke, la Panguana (de).

### Accident d'avion du vol LANSA 508

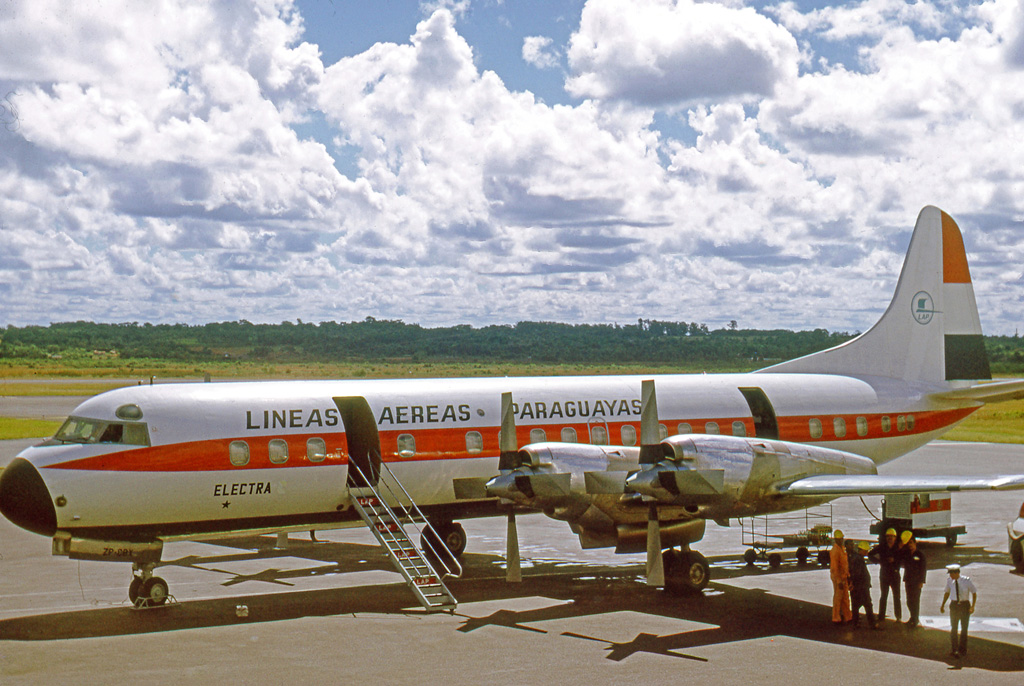
Un Lockheed L-188 Electra de la Lineas Aereas Paraguayas, similaire à celui du vol 508 LANSA.

Le 24 décembre 1971, veille de Noël, Juliane, âgée de 17 ans, prend l'avion en compagnie de sa mère Maria à Lima pour un vol vers Pucallpa afin de rejoindre son père. Ce vol d'une heure est effectué par un appareil Lockheed L-188 de la compagnie aérienne péruvienne Líneas Aéreas Nacionales S. A. (LANSA). L'avion, pris dans un orage, se disloque à une altitude de 3 200 mètres (~ 10 000 pieds) ; il s'écrase dans la forêt tropicale péruvienne dans le district de Puerto Inca. Juliane Koepcke reste attachée à son siège qui finit par atteindre la canopée de la forêt amazonienne qu'elle traverse avant de s'immobiliser sur le sol. La jeune femme est la seule personne survivante des 92 passagers et membres d'équipage du vol 508 LANSA.
Elle survit à la chute avec une fracture de la clavicule, une entaille au bras droit et l'œil droit tuméfié.
La première de ses priorités est de retrouver sa mère qui était assise à côté d'elle dans l'avion, mais elle n'y parvient pas. Elle apprend plus tard que sa mère avait survécu dans un premier temps, mais qu'elle a succombé à ses blessures après plusieurs jours comme quelques autres passagers.
Elle trouve quelques friandises qui constituent sa seule nourriture. Après avoir cherché sa mère et d'autres survivants, elle repère un petit cours d'eau qu'elle se met à suivre en aval du lieu de l'accident, suivant ainsi le conseil de son père, qui lui avait appris que descendre un cours d'eau finit toujours par conduire à la civilisation. Le cours d'eau lui permet de se désaltérer et constitue une voie praticable dans la jungle épaisse de la forêt vierge.

Trajet et lieu du crash approximatifs du vol LANSA 508.

Au cours de son périple, la jeune femme arrive à peine à dormir la nuit à cause des insectes qui la piquent de toutes parts ; les piqûres finissent par s'infecter. Au bout de neuf jours, elle tombe sur un canoë amarré près d'un abri, dans lequel elle trouve le moteur du canoë ainsi que de l'essence. Elle suit une fois de plus les conseils de son père et verse de l'essence sur ses plaies, ce qui lui permet d'extraire trente-cinq asticots de son bras.[réf. nécessaire] Elle attend ensuite l'arrivée des secours. Plus tard, elle explique qu'elle est restée sur place malgré son envie de partir, et qu'elle n'a pas pris le canoë parce qu'elle ne voulait pas le voler.
Plusieurs heures plus tard, les bûcherons qui se servaient de cet abri arrivent et soignent ses blessures tant bien que mal. Le lendemain matin, ils la transportent en canoë jusqu'à un dépôt de bois, ce qui leur prend sept heures. De là, un pilote l'évacue vers un hôpital, où son père l'attendait.

### Après l'accident
En 1972, elle se rend pour la première fois en Allemagne, entreprend des études de biologie à l'université Christian Albrecht de Kiel, où elle obtient son diplôme en 1980, puis à l'université Louis-et-Maximilien de Munich où elle soutient une thèse de doctorat.
Koepcke retourne régulièrement au Pérou où elle a pris la direction de la station de recherche créée par son père, la Panguana (de).  Elle y mène des recherches en mammalogie, notamment sur les chauves-souris. Koepcke publie sa thèse, Étude écologique d'une colonie de chauves-souris dans la forêt tropicale humide du Pérou, en 1987. Maintenant connue sous le nom de Juliane Diller, elle est bibliothécaire à la Collection zoologique de Bavière à Munich. Son autobiographie, Als ich vom Himmel Fiel (Quand je suis tombée du ciel), a été publiée le 10 mars 2011 chez Piper Verlag pour laquelle elle a reçu le Prix de littérature Corine (Corine Internationaler Buchpreis) en 2011. En 2019, le gouvernement du Pérou lui a décerné l'Ordre du mérite pour services distingués, au grade de grand officier, au titre de ses travaux en Amazonie.

## Publications
- (de) Juliane Diller, Ökologische Studien an einer Fledermaus-Artengemeinschaft im tropischen Regenwald von Peru, Dissertation (de), université Louis-et-Maximilien de Munich, 1987
- (de) Avec Beate Rygiert, Als ich vom Himmel fiel, Munich, Malik, 2011  (ISBN 978-3-8902-9389-9)
  - (fr) Tombée du ciel, traduction de Catherine Barret, Paris, Presses de la Cité, 2012  (ISBN 2-2580-9184-5)

### Presse
- « Tombée du ciel : Juliane Koepcke survit à un crash en pleine jungle : l'incroyable histoire d'une survivante de crash d'avion », Tom Littlewood, interview dans VICE, 24 février 2012.
- (en) Photo de l'appareil et description de l'accident sur aviation-safety.net.

### Filmographie
- 1974 : I miracoli accadono ancora film italien de Giuseppe Maria Scotese
- 2000 : Les Ailes de l'espoir, téléfilm documentaire de Werner Herzog dans lequel Juliane Koepcke raconte son aventure.

#### Base de données et dictionnaires
- Ressources relatives à la recherche :   - ResearchGate
  - Scopus
- Ressource relative à l'audiovisuel :   - IMDb
- Notices d'autorité :   - VIAF
  - ISNI
  - BnF (données)
  - IdRef
  - LCCN
  - GND
  - Belgique
  - Pays-Bas
  - Pologne
  - NUKAT
  - Tchéquie